# Links (film)
Links is een Nederlandse film uit 2009 geschreven en geregisseerd door Froukje Tan. De film ging in première op 22 januari 2009 met in de hoofdrollen Jeroen van Koningsbrugge en Lotte Verbeek.
De film won een aantal (internationale) filmprijzen. 

## Verhaal
Het verhaal draait rond Dexter de Man (Jeroen van Koningsbrugge) die ongemerkt problemen krijgt met het zicht aan zijn linkerzijde. Hij raakt erdoor paranoïde en geïsoleerd. Bovendien ziet hij in iedere vrouwelijke voorbijganger zijn vriendin Stella (Lotte Verbeek). Ook andere mensen beginnen er voor hem hetzelfde uit te zien. Na een aantal verkeersovertredingen wordt hij opgepakt door de politie.

## Rolverdeling
- Jeroen van Koningsbrugge -  Dexter
- Lotte Verbeek - Stella / Esther / Lucy / Secretaresse / Docter
- Nettie Blanken -  Shoplady / Zuster / Moeder
- Guus Dam - Baas / Arts / Vader
- Nasrdin Dchar - politieagent 1-2 & 3
- Ali Ben Horsting - Henry / zuster